# Langen (mecklenburgisches Adelsgeschlecht)

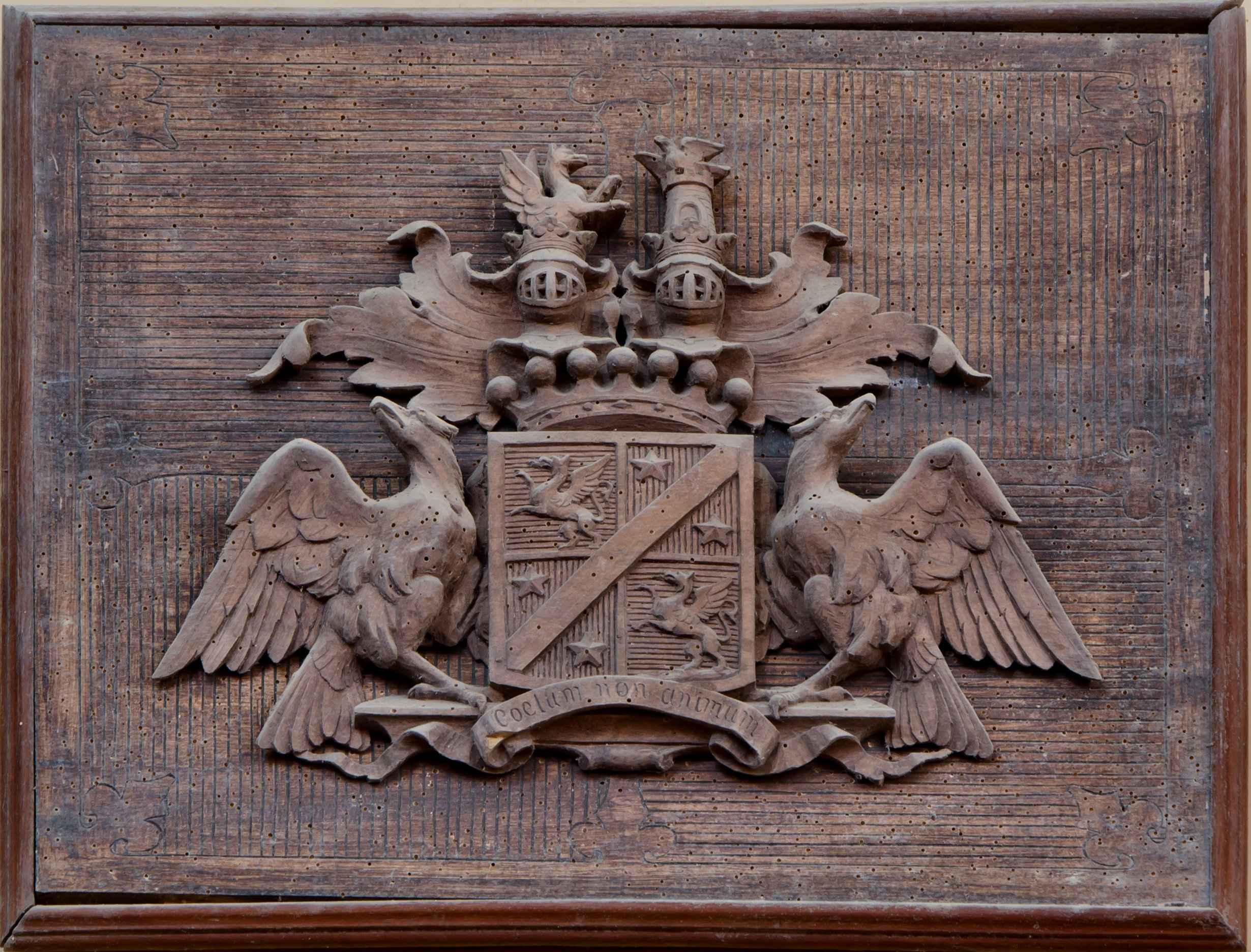
Wappen von Langen an der Patronatsloge der Kirche von Klein Belitz

Die Familie der Freiherren von Langen ist ein Briefadelsgeschlecht, welches in Vorpommern und Mecklenburg-Schwerin begütert war.

## Freiherren von Langen

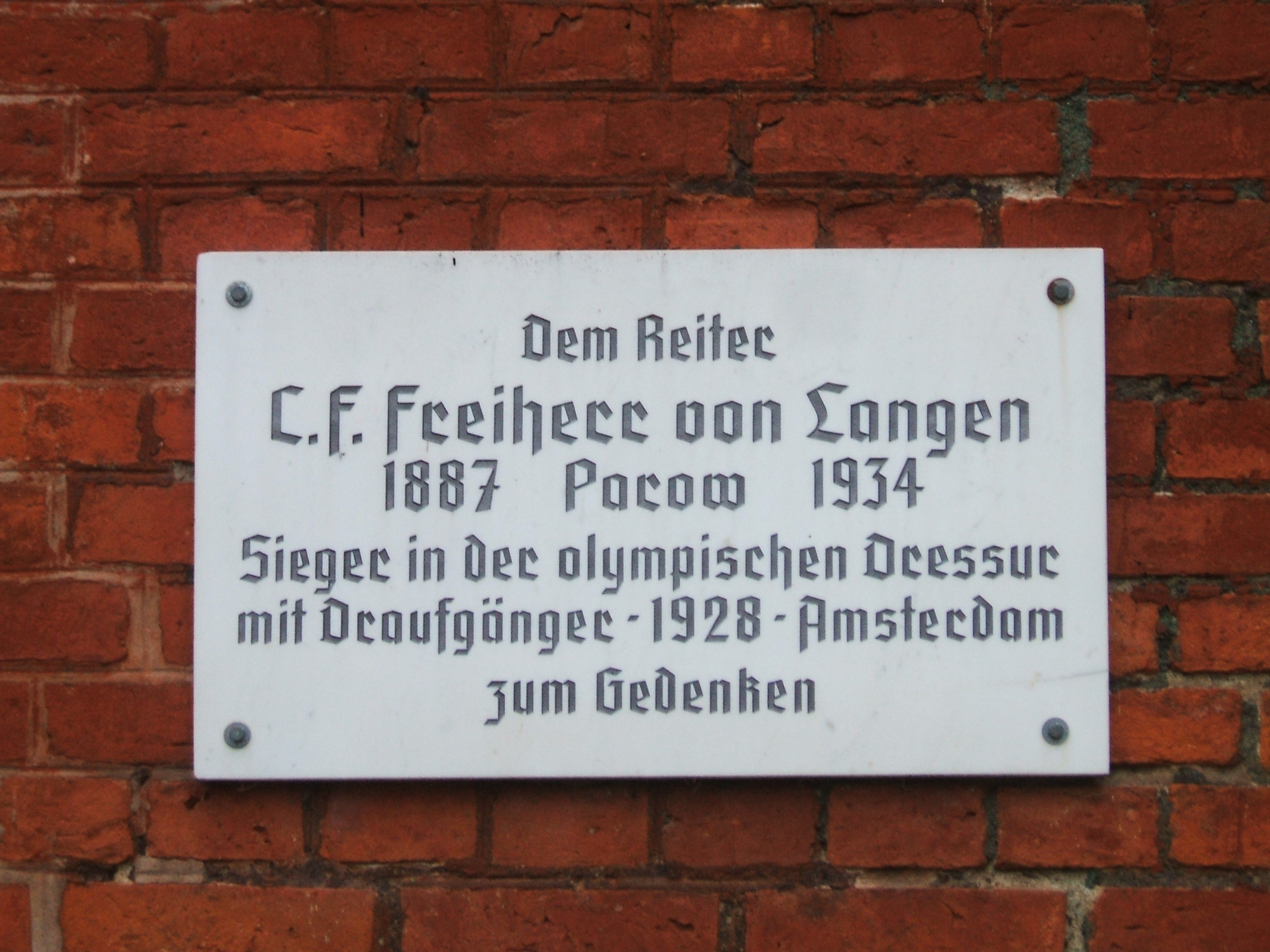
Carl-Friedrich von Langen

Friedrich Lang(e), Kaufmann und Bankier in Stettin, um 1690 kaiserlicher Beauftragter (Agent) in der Stadt, wurde in Wien am 10. und nach anderen genealogischen Quellen am 12. Januar 1706 von Kaiser Joseph I. in den Reichsadelsstand erhoben. Danach nahm er seinen Abschied und erwarb die Lehengüter Üselitz und Grabow auf Rügen. Sein Enkel Johann Carl von Langen hatte 1755 die Güter Belitz, Neukirchen und Boldenstorf in Mecklenburg gepachtet und 1774 erworben. Das Fideicommiss Parow wurde im Jahre 1776 von Friedrich Franz von Langen mit seinem Halbbruder, dem königlich schwedischen Hauptmann Carl Franz Gustav von Sodenstern gestiftet. Das Fideicommiss Üselitz und Grabow auf Rügen wurde im Jahre 1789 von Johann Carl von Langen gestiftet. Das Gut Parow war namensgebend, da sich die Langen häufig auch Langen-Parow nannten.
Ab 1800 gehörte die Familie mit Friedrich Franz Ludwig von Langen der schwedischen Ritterschaft an, die Introduktion erfolgte 1802. Nachdem die Familie bereits hundert Jahre in der Region ansässig war, erhielt Ludwig Philipp Otto von Langen, Herr auf Neuhoff, die Rechte des eingeborenen mecklenburgischen Adels im Jahre 1826. Die Erhebung in den preußischen Freiherrenstand erfolgte 1839. 1920 kam durch Erbschaft Alt Plestlin in die Familie. Einige Generationen besaß die Familie im Amt Wismar des Weiteren die Besitzungen Klein Jarchow sowie Rothenmoor und Groß Labenz bei Warin, letztere beide zusammen als Allodialgüter etwa 1188 ha Fläche.
Im Einschreibebuch des Klosters Dobbertin befinden sich sechs Eintragungen von Töchtern der Familien von Langen aus Neuhoff, Klein Belitz und Groß Labenz von 1828 bis 1888 zur Aufnahme in das dortige adeligen Damenstift.

## Wappen
|                         | Langen |
| Wappen derer von Langen | Blasonierung: „Schild gevierteilt. Eins und vier: in Blau ein rechts schreitender, goldener Greif, welcher in der rechten Vorderklaue eine schwarze Granate mit ausschlagender, roter Flamme und in der linken drei, silberne Rosen hält (geteilt in zwei und eine). Zwei und drei: in Rot ein schräglinker, silberner Balken, oben und unten von einem silbernen Stern begleitet. Auf dem gekrönten Helm ein wachsender goldener Greif wie im Schild. Helmdecken rechts golden und blau, links silbern und rot. Schildhalter zwei schwarze rückwärts schauende Adler mit goldner Bewehrung und rot ausgeschlagenen Zungen. Über dem Wappen schwebt ein Band, auf dem in goldner Schrift die Worte ‘COELUM NON ANIMUM’ stehen. Dieses steht lateinisch für ‚Den Himmel, nicht ihr Befinden‘ und leitet sich möglicherweise von einem Ausspruch des Horaz ab ‘Coelum, non animum mutant, qui trans mare currunt’ zu deutsch, ‚Den Himmel, nicht ihr Befinden ändern diejenigen, die über das Meer fahren‘.“ |
| Wappen derer von Langen | Variationen sind weiße statt silberner Rosen, bzw. einen silbernen Schrägbalken über dem ganzen Schild, drei im Bündel gefasste grüne Rosenknospen und fehlendes Band über dem Wappen. |

Mit der Erteilung des Freiherrnstandes des Königreichs Preußen am 17. Dezember 1839 ergab sich folgendes Wappen:
|                                  | Freiherren von Langen |
| Wappen der Freiherren von Langen | Blasonierung: „Schild quadriert. Eins und vier: in Blau ein rechts gewendeter Greif mit rot ausgeschlagener Zunge und unter sich geschlungenem Schwanz. Zwei und Drei: in Rot ein linker Schrägbalken, an dessen beiden Seiten, oben und unten, ein silberner Stern mit sechs Strahlen erscheint. Auf dem mit einer freiherrlichen Krone bedeckten Wappenschild ruhen zwei gekrönte Helme. Der zur Rechten trägt einen wachsenden links gewendeten goldenen Greif. Der zur Linken einen Turm in Steinfarbe, auf dem ein rechts gewendeter, zum Fluge angeschickter silberfarbiger Falke. Helmdecken golden, blau, silbern, rot. Schildhalter zwei aufwärts schauende schwarze Adler mit rot ausgeschlagenen Zungen, welche auf einem Fußgestell aus grauem Marmor stehen, worüber ein silberfarbenes Band geschlungen ist. Auf diesem in roter Schrift ‘COELUM NON ANIMUM’.“ |
| Wappen der Freiherren von Langen | |

## Stammliste

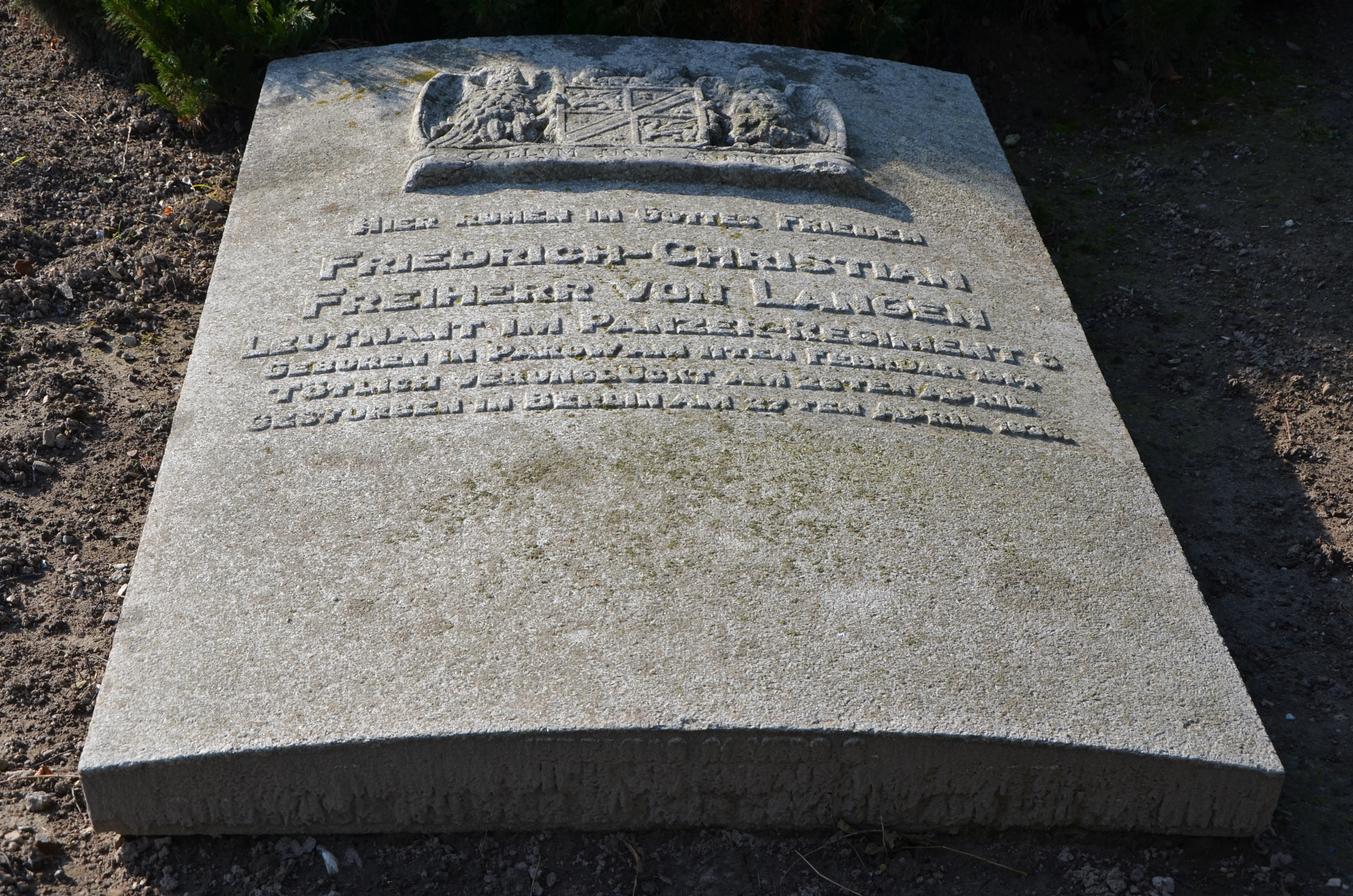
Friedrich-Christian Freiherr von Langen (1914–1936)

1. Friedrich Lang(e), geadelt als von Langen (* 1642 in Stettin; † 1718) ⚭ Maria von Städtländer. Folgend II. Linie:
  1. Anton von Langen (1678–1730) auf Üselitz und Grabow († 1730) ⚭ Dorothea von Essen († 1748)
    1. Carl von Langen (1714–1793), königlich schwedischer Kammerherr, Herr der Güter Üselitz, Grabow, Belitz, Neukirchen und Boldensdorf ⚭ Anna Dorothea von Essen (* um 1720)
      1. Friedrich von Langen (1744–1814), Majoratsherr auf Üselitz, Grabow und Parow, sowie auf Belitz, Neukirchen und Boldensdorf. Herr der Zibühler Güter, wurde im Jahr 1800 unter die schwedische Ritterschaft aufgenommen. Er erhielt von König Gustav IV. Adolf am 1. November 1800 das Naturalisationspatent. Verheiratet war er mit Auguste von Normann († 1837)
        1. Carl-Friedrich von Langen (1775–1859), Majoratsherr auf Üselitz, Grabow und Parow, Herr auf Belitz und Neukirchen in Mecklenburg, königlich schwedischer Regierungsrat a. D., erhielt am 17. Dezember 1839 den Freiherrnstand des Königreichs Preußen.[5] Er war verheiratet mit Karolina Charlotte Juliane von Könemann (* 1787)
          1. Friedrich Franz von Langen (* 1809), Majoratsherr, königlich preußischer Kammerherr und Attaché bei der königlich preußischen Gesandtschaft zu London ⚭ Anna (* 1819), Tochter des Henry Preston Esquire of Moreby Hall in Yorkshire.
          2. Carl von Langen (* 1813), Herr auf Boldensdorf ⚭ Agnes Freiin von Klot-Trautvetter (* 1828)
            1. Carl von Langen (* 11. Juli 1848 in Klein Belitz; † 18. Dezember 1888 ebenda) ⚭ Klementine Amelie Elisabeth Johanna Viktoria Gräfin von Schlieffen (* 4. Oktober 1861 in Vossfeld; † 22. November 1947 in Malchow)[6]
              1. Carl-Friedrich von Langen (1887–1934), Olympiasieger 1928 ⚭ am 27. September 1910 auf Hohen-Luckow Ida Christa Charlotte Gunhild von Brocken aus dem Hause Hohen Luckow, (* 3. August 1892 in Berlin; † 20. August 1975 in Winchester, England), 1929 geschieden[7]
                1. Karl Anton Freiherr von Langen (* 26. Februar 1912 in Parow; † 7. Juli 1986 Bönningstedt), Gründungsmitglied des Landesverband der Reit- und Fahrvereine Hamburg e. V. im Jahre 1948[8]
                2. Friedrich-Christian Freiherr von Langen (* 11. Februar 1914 in Parow; † 27. April 1936 in Berlin)

            2. Friedrich von Langen (* 1850)

          3. Eduard August Moritz von Langen (* 10. Mai 1818 Parow; † 10. April 1898 Rosengarten), königlicher Kammerherr ⚭ im Mai 1849 in Garz Mathilde Sophie Christiane Karoline von Rosen (* 7. Januar 1830 zu Rosengarten; † 30. Oktober 1905 zu Rosengarten)
            1. Anna Karoline Gertrud (* 8. Juli 1850 zu Rosengarten, getauft am 2.9) ⚭ 14. April 1882 Johannes von Maltzan Freiherr zu Wartenberg und Penzlin
            2. Maria, geb.13. April 1852, verh. mit Friedrich von Malachowski am 1. April 1880
            3. Wanda, verh. mit Max von Puttkamer am 24. November 1885

          4. Arthur von Langen (* 30. Oktober 1823; † 21. Mai 1890), Herr auf Groß Lüdershagen bei Stralsund, königlich preußischer Rittmeister a. D. ⚭ 6. Mai 1853 Caroline von Keffenbrinck (* 25. November 1820; † 27. Januar 1881) auf Schloss Griebenow bei Stralsund[9]
            1. Friedrich Ernst von Langen-Keffenbrinck (* 21. Januar 1860; † 14. Mai 1935), Reichstagsabgeordneter, Herr auf Griebenow[10]
              1. Friedrich Carl von Langen-Keffenbrinck (* 4. März 1899; † 6. Dezember 1961), auf Griebenow, Neu-Gaarz, Pächter von Alt-Plestin, verh. m. Marie-Louise von Prollius (1. Ehefrau d. Carl-Friedrich Frhr. von Langen-Parow † 1934 Potsdam)
              2. Hans-Wolfgang von Langen-Keffenbrinck (* 2. Juni 1904; † 14. November 1986), auf Alt-Plestin, Jurist, Min.-Rat d. Bundesrechnungshofes, verh. m. Sabine von Storp, zwei Töchter, ein Sohn

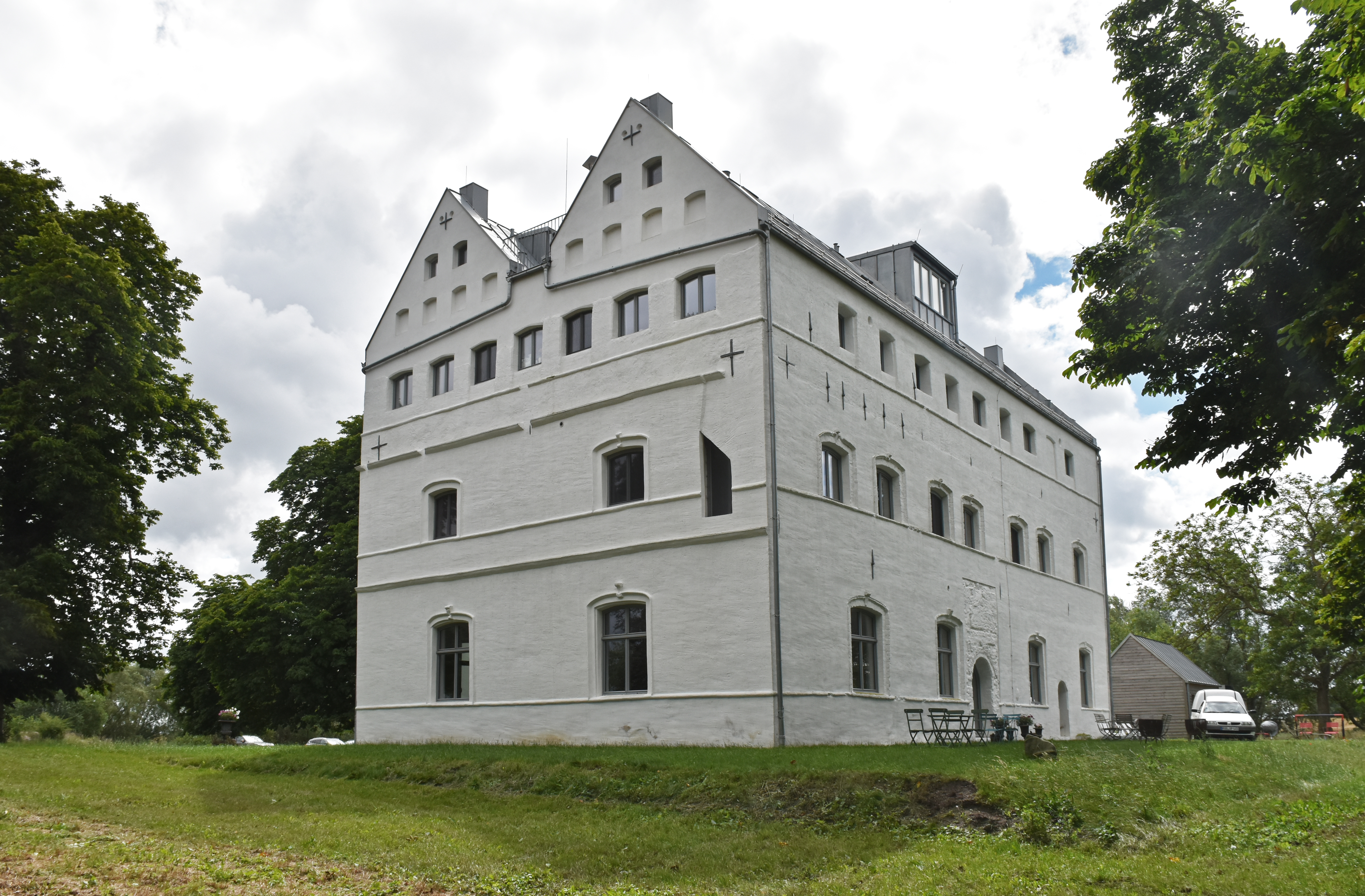
Herrenhaus Üselitz
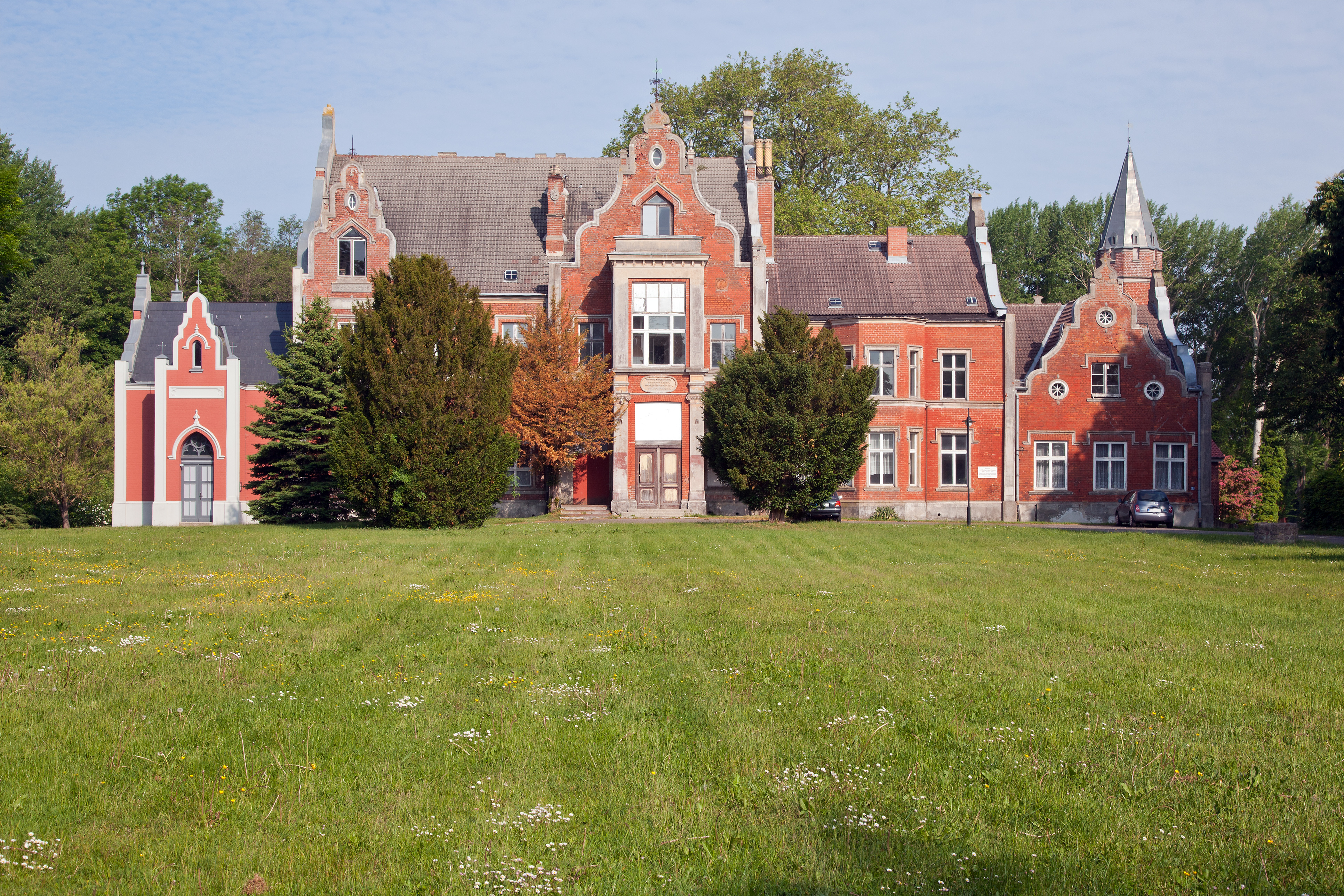
Gutshaus Parow
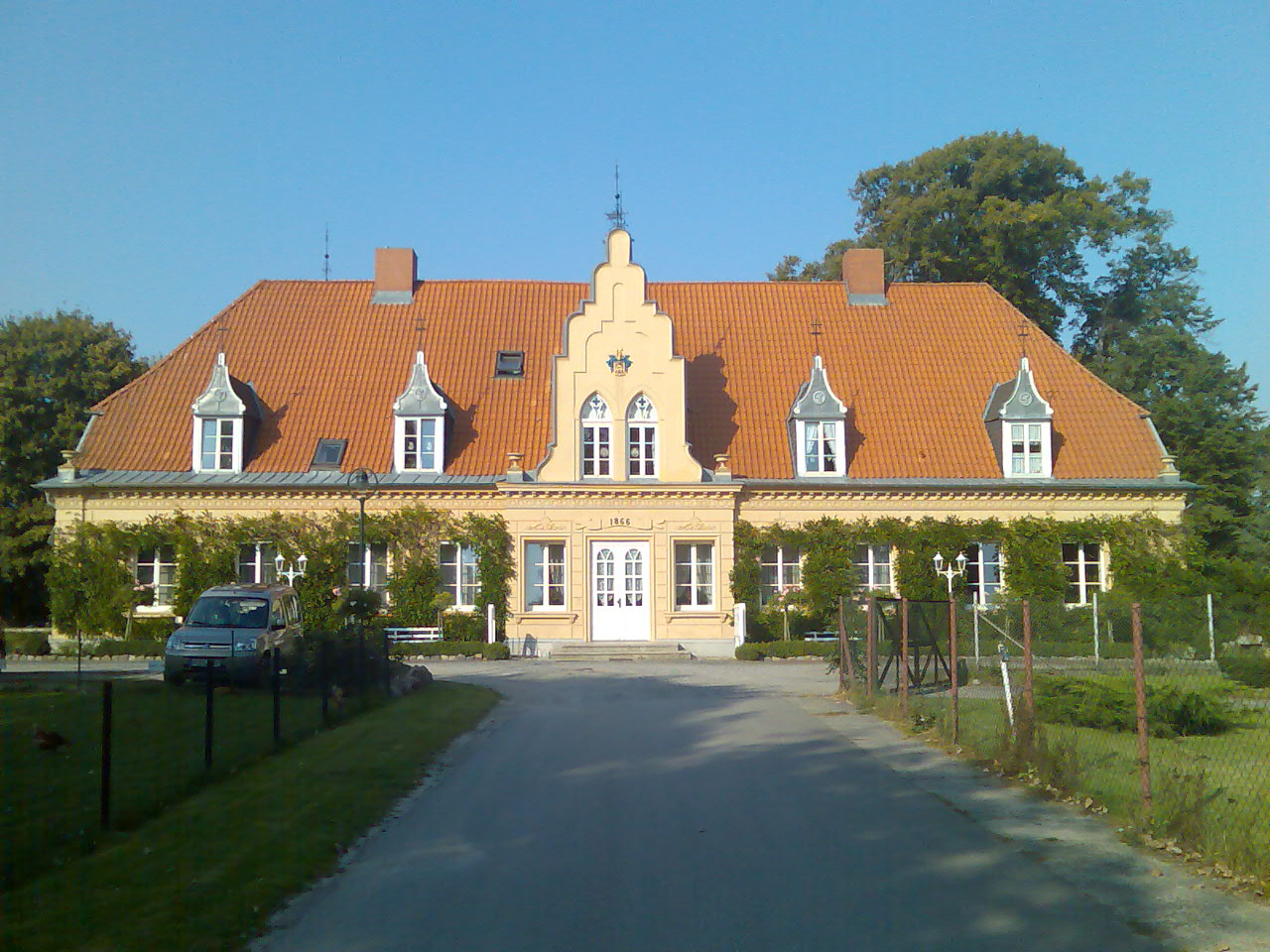
Gutshaus Groß Lüdershagen
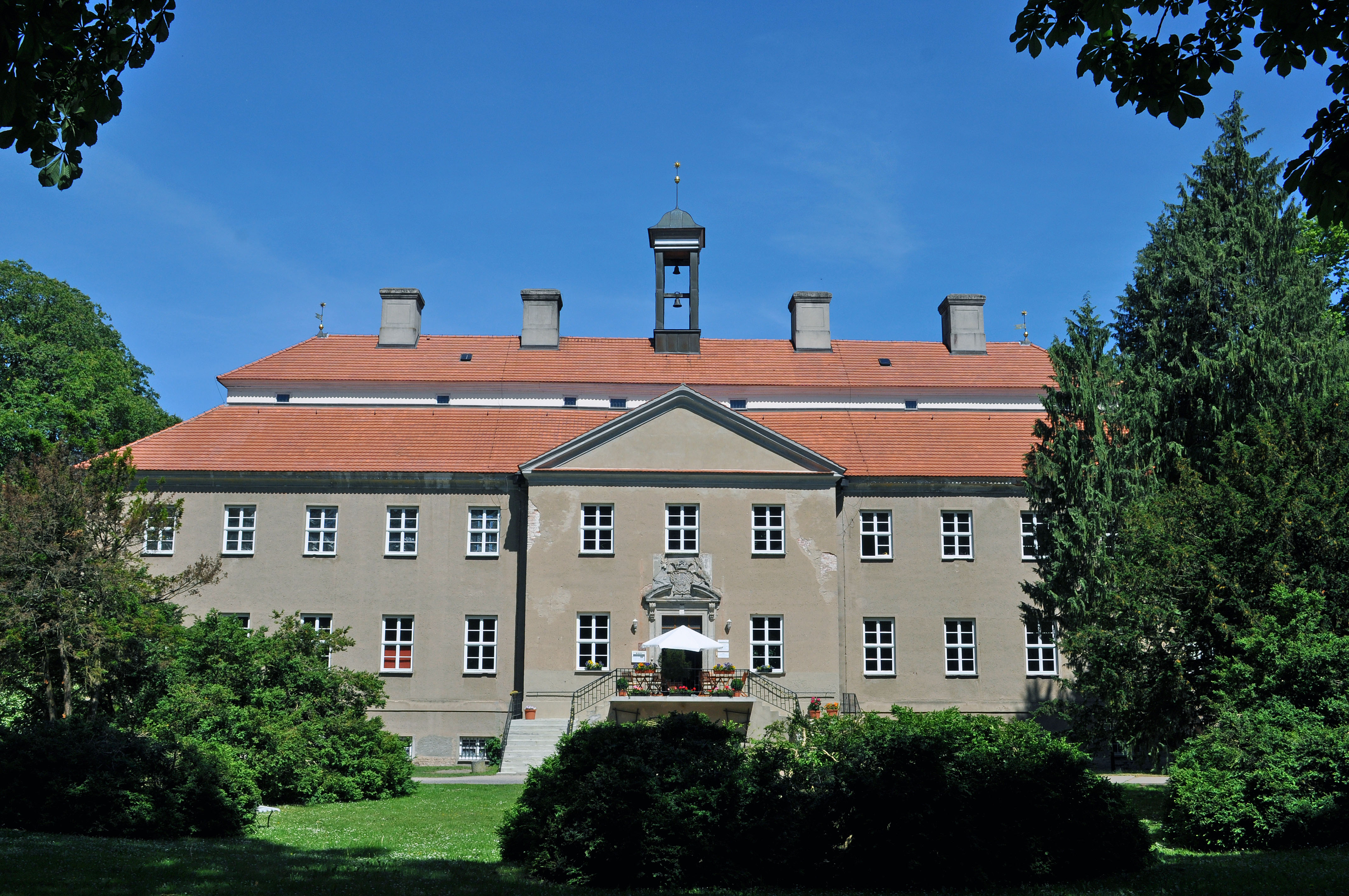
Schloss Griebenow
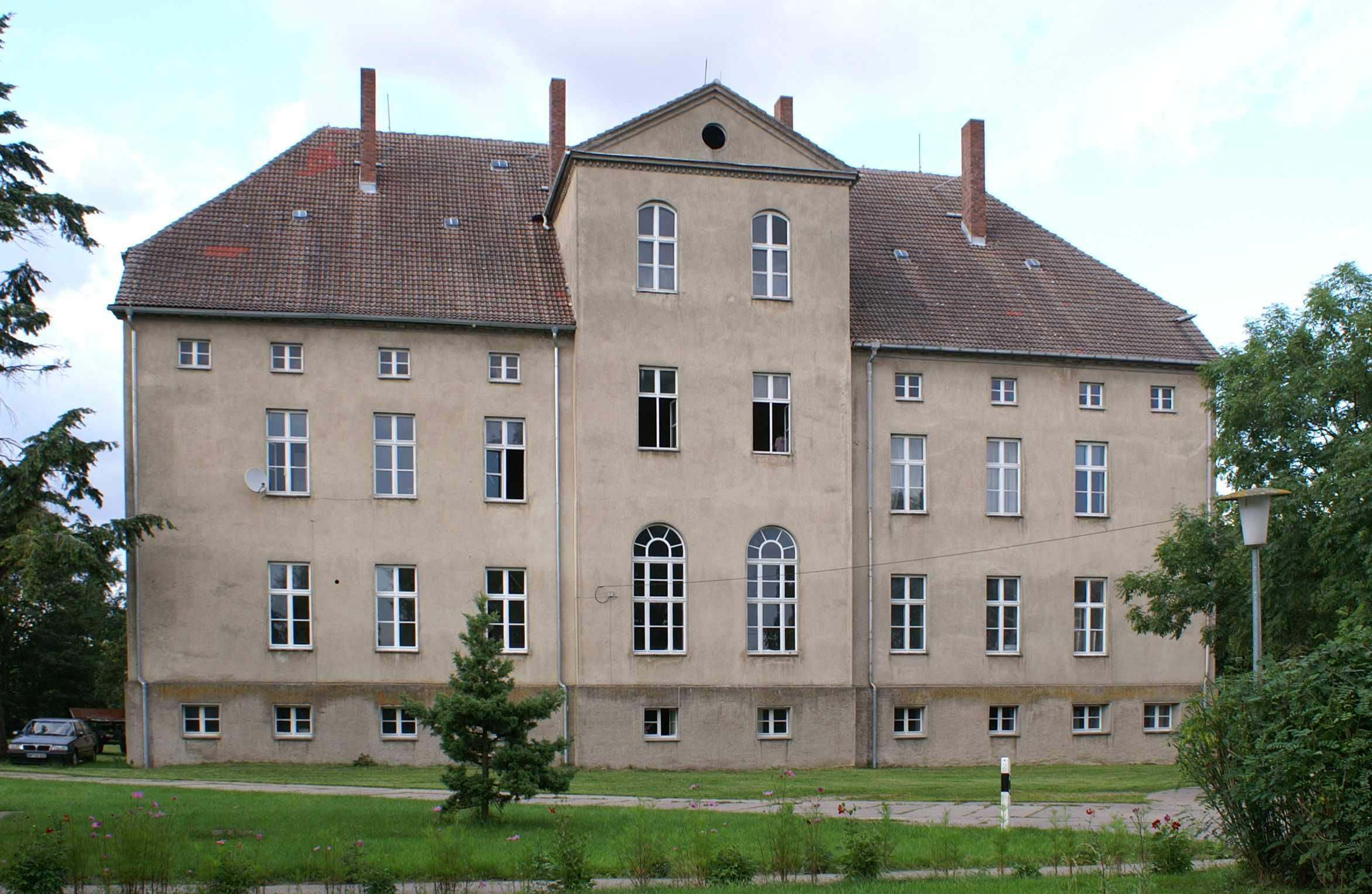
Herrenhaus Alt Plestlin seit 1920

## Andere Adelsfamilien von Langen
- Langen (brandenburgisch-schlesisches Adelsgeschlecht)
- Langen (westfälische Adelsgeschlechter)